# Universidad Estatal de Utah
La Universidad Estatal de Utah (Idioma inglés: Utah State University, o USU por sus siglas en dicho idioma) es una universidad pública, cuyo campus central se encuentra ubicado en Logan, Utah, Estados Unidos.
Fue fundada en 1888, luego de que Anthon H. Lund introdujera un proyecto de ley para su creación. Originalmente fue conocida como Escuela Agrícola de Utah, su nombre fue cambiado posteriormente a Escuela Agrícola Estatal de Utah, y, en 1957, tomó su nombre actual. La Universidad contaba para el otoño de 2006 con más de 23.000 estudiantes matriculados, encontrándose acreditada por la Comisión de Escuelas y Universidades del Noroeste. Actualmente conduce amplias investigaciones aeroespaciales conjuntamente con el Departamento de Defensa y la NASA.

## Académica
La USU conduce investigaciones en varias disciplinas agrícolas y de recursos naturales. La USU tiene 7 escuelas académicas y 47 departamentos individuales, ofreciendo grados y más de 200 maestrías. 
Más allá de su campus central, el sistema extensivo de la Universidad provee de recursos académicos y de apoyo a todo el Estado, incluido un programa de Educación Continua. El Programa, creado en 1907, incluye ahora los campus regionales de la USU en Brigham City, Tooele y Uintah Basin, así como sus centros ubicados en Moab, Ogden, Price y Salt Lake City. Los centros de extensión de la USU también operan en cada uno de los 29 condados del estado. 

### Ingeniería
La USU es conocida por su Laboratorio de Dinámica Espacial (SDL). La SDL es un centro de facilidades para la investigación en aplicaciones militares y científicas. Frecuentemente asume proyectos del Departamento de Defensa de los Estados Unidos y la NASA. Acorde a las más recientes estadísticas de la "Fundación Nacional de Ciencias", la USU se encuentra clasificada en primer lugar entre todas la Universidades del país en investigación aeroespacial. Otros centros de investigación de la Universidad incluyen el Centro para Personas con Discapacidad, el Centro Ecológico de la USU, la Estación Experimental Agrícola de Utah y el Laboratorio de Investigación del Agua de Utah. El Herbario Intermontañoso, operado por el Departamento de Biología, contiene más de 245.000 especímenes de flora, fauna y hongos nativos e introducidos de Utah y el Oeste estadounidense. La USU también tiene laboratorios de investigación en su campus central en Logan, incluido el Centro Botánico de Utah en Kaysville, al norte de Salt Lake City.

### Agricultura
La Escuela de Agricultura fue la primera fundada en la USU, organizada con la Universidad en 1888. La escuela es conocida por la investigación en Ciencias de Nutrición y Comida, así como en avances significativos y el alcance mundial en la ciencia del suelo, las plantas, ciencia animal, ciencia veterinaria y economía. Las investigaciones de la escuela son instrumental para la primera clonación de equinos (caballos), en un proyecto de colaboración con investigadores en la Universidad de Idaho. La Escuela es líder internacional en el proyecto para clasificar e investigar el genoma de las ovejas. Los Escuela incluye los departamentos de Plantas, Suelos y Clima; Animal, Lácteos y Ciencia Veterinaria; Nutrición y Ciencia Alimentaria; Sistemas y Tecnologías Agrícolas; y el Departamento de Economía, conjuntamente manejado con la Escuela de Negocios.

### Recursos Naturales
La Escuela de Recursos Naturales incluye los departamentos de Ciencias de Cuencas, Clima y Sociedad y Recursos Forestales. La USU tiene una larga historia en el manejo de ciencias forestales, pastizales, vida salvaje, pesca y cuencas hidrográficas. Muchos de los graduados de la Escuela de Recursos Naturales tienen carreras en el Servicio Nacional de Bosques y el Servicio Nacional de Parques, así como en el Consejo de Manejo de Tierras. En la Escuela también está la Biblioteca de Quinney, que tiene colecciones relevantes en educación, administración e investigación en recursos naturales.

### Humanidades
En el campo de Humanidades, la USU tiene una larga historia en el estudio del Oeste estadounidense. A través de sus departamentos de Inglés e Historia, la Universidad es la institución anfitriona en las revistas escolares Western American Literature y Western Historical Quarterly, publicaciones oficiales de la Asociación de Literatura del Oeste y de la Asociación de Historia del Oeste. El Centro de Estudios Regionales de las Montañas del Oeste, un centro de extensión de Humanidades de la USU, patrocina eventos públicos, centrando su investigación en las culturas e historia del Oeste estadounidense. Las Colecciones Especiales y Archivos de la Universidad, se encuentran ubicados en la Biblioteca Merrill-Cazier, tiene una amplia documentación de los archivos de la historia de Utah, el Oeste Intermontañoso y la Iglesia de Jesucristo de los Santos de los Últimos Días, así como colecciones pertenecientes al folklore estadounidense y la vida y trabajo de autores como Jack London y la poeta May Swenson, nativa de Logan.
La USU ha expandido sus programas y facilidades en Artes en los últimos años con la creación de la Escuela de Artes Caine, una Escuela de Humanidades, Artes y Ciencias Sociales. Las instalaciones incluyen el Salón de Conciertos Kent y el Manon Caine Russell-Kathryn Caine Wanlass Performance Hall, completado en el 2006. El Hall con capacidad de 400 personas sentadas, fue diseñado por la firma de arquitectos Sasaki Associates, ha sido elogiado por ser uno de los lugares con mejor acústica del Oeste estadounidense, recibiendo el Premio Honorairo del Capítulo de Utah del Instituto Americano de Arquitectos. El Museo de Arte Nora Eccles Harrison, diseñado por el arquitecto Edward Larrabee Barnes inaugurado en 1982, contiene una de las colecciones de arte más grandes en la región Intermontañosa, que incluye colecciones de cerámica, arte Nativo estadounidense y especialmente trabajo de arte producidos en el Oeste estadounidense desde 1945.

### Negocios
En el año 2007, la Escuela Estatal de Negocios de Utah se pasó a llamar la Escuela de Negocios Jon. M. Huntsman, tras una donación de 26 millones de dólares del millonario. 
La Escuela de Negocios ofrece varias ofertas de grados en los campos de gerencia, contabilidad y economía y finanzas en sistemas de información.

## Alumnos Notables

### Deportes
- Jay Don Blake, golfista profesional y ganador en el Tour de la PGA
- Chris Cooley, jugador de la NFL para los Washington Redskins
- Kevin Curtis, jugador de la NFL para los Philadelphia Eagles
- Cornell Green, jugador de la NFL para los Dallas Cowboys
- Eric Hipple, exjugador de la NFL, quarterback para los Detroit Lions
- Len Rohde, exjugador de la NFL, Tackle para los San Francisco 49ers
- Rulon Jones, exjugador de la NFL, para los Denver Broncos
- Lionel Aldridge, exjugador de la NFL, para los New York Giants
- Phil Olsen, exjugador de la NFL para los Boston Patriots, Los Angeles Rams (ahora St. Louis Rams), Denver Broncos y los Buffalo Bills
- Donnie Henderson excoordinador defensivo de los New York Jets y los Detroit Lions
- Jaycee Carroll, baloncestista profesional (ahora en el Real Madrid).

### Gobierno
- Ezra Taft Benson, Secretario de Agricultura de Estados Unidos de 1953 a 1961
- John Gardner Ford y Steven Ford, hijos del expresidente de Estados Unidos Gerald Ford.
- Kenny Guinn, gobernador de Nevada.
- William Marion Jardine, Secretario de Agricultura de Estados Unidos de 1925 a 1929, y Embajador en Egipto.
- Evan Mecham, gobernador de Arizona.
- Mike Simpson, Congresista por Idaho.
- Ardeshir Zahedi, exministro de Relaciones Exteriores de Irán y embajador ante Estados Unidos.

### Ciencia y Educación
- Mary L. Cleave, Astronauta de la NASA.

### Literatura
- Bill Ransom, escritor de ciencia ficción.
- Chip Rawlins, poeta
- May Swenson, poeta

### Militares
- Chase Nielsen, oficial de la Fuerza Aérea de los Estados Unidos